# علاقة خاصة
العلاقة الخاصة، (بالإنجليزية: Special Relationship)‏، هي مصطلح يستخدم غالبًا لوصف العلاقات السياسية، والاجتماعية، والدبلوماسية، والثقافية، والاقتصادية، والقانونية، والبيئية، والدينية، والعسكرية، والتاريخية بين المملكة المتحدة، والولايات المتحدة أو قادتها السياسيين.

رئيس وزراء المملكة المتحدة مارجريت تاتشر، ورئيس الولايات المتحدة جورج دبليو بوش في واشنطن

ظهر المصطلح لأول مرة في الاستخدام الشائع بعد استخدامه في خطاب ألقاه عام 1946 رئيس الوزراء البريطاني السابق ونستون تشرشل. حيث كان كلا البلدين حليفين مقربين خلال العديد من النزاعات في القرنين العشرين والحادي والعشرين، بما في ذلك الحرب العالمية الأولى، والحرب العالمية الثانية، والحرب الكورية، والحرب الباردة، وحرب الخليج، والحرب على الإرهاب.
على الرغم من أن كلا الحكومتين تربطهما أيضًا علاقات وثيقة مع العديد من الدول الأخرى، إلا أن مستوى التعاون بين المملكة المتحدة، والولايات المتحدة في التجارة، والتخطيط العسكري، وتنفيذ العمليات العسكرية، وتكنولوجيا الأسلحة النووية، وتبادل المعلومات الاستخباراتية، وُصف بأنه «لا مثيل له» بين القوى العالمية الكبرى.
تمت الإشارة إلى العلاقات الوثيقة بين رؤساء الحكومتين البريطانية، والأمريكية مثل: مارغريت تاتشر ورونالد ريغان، وكذلك بين توني بلير وكل من بيل كلينتون، وجورج دبليو بوش.
ينفي بعض النقاد وجود «علاقة خاصة» ويطلقون عليها اسم أسطورة. حيث اعتبر الرئيس الأمريكي السابق باراك أوباما، المستشارة الألمانية أنجيلا ميركل «بأقرب شريك دولي له»، وقال إن المملكة المتحدة ستكون في «الجزء الخلفي من قائمة الانتظار» في أي صفقة تجارية مع الولايات المتحدة إذا غادرت الاتحاد الأوروبي، واتهم رئيس الوزراء البريطاني ديفيد كاميرون بأنه «يشتت انتباهه بمجموعة من الأشياء الأخرى» خلال التدخل العسكري في ليبيا عام 2011.
أما خلال أزمة السويس عام 1956، هدد الرئيس الأمريكي دوايت أيزنهاور بإلغاء قروض صندوق النقد الدولي بسبب الغزو البريطاني لمصر لاستعادة قناة السويس.
وفي الستينيات، رفض رئيس الوزراء البريطاني هارولد ويلسون طلب الرئيس الأمريكي ليندون جونسون توظيف القوات البريطانية في حرب فيتنام. كما عارضت رئيسة الوزراء البريطانية مارغريت تاتشر بشكل خاص الغزو الأمريكي لغرينادا عام 1983، وضغط الرئيس الأمريكي ريغان ضد حرب الفوكلاند عام 1982.

## الرأي العام
لقد لوحظ أن روابط الدفاع والاستخبارات السرية "التي لها تأثير ضئيل على الناس العاديين، تلعب دورًا غير متناسب في الصداقة عبر المحيط الأطلسي. وتختلف وجهات النظر حول العلاقة الخاصة.

### نتائج الاستطلاع
أظهر استطلاع أجرته مؤسسة غالوب عام 1942 بعد الهجوم على بيرل هاربر، قبل وصول القوات الأمريكية، وتعزيز تشرشل المكثف للعلاقة الخاصة، أظهر أن الحليف الاتحاد السوفيتي في زمن الحرب، كان لا يزال يتمتع بشعبية أكبر من الولايات المتحدة بالنسبة لـ 62% من البريطانيين. ومع ذلك، فقد زار 6% فقط من البريطانيين الولايات المتحدة و 35% فقط يعرفون أي أمريكي شخصيًا.
في عام 1969، ارتبطت الولايات المتحدة بالكومنولث، كأهم اتصال خارجي للجمهور البريطاني، وجاءت أوروبا في المرتبة الثالثة.
بحلول عام 1984، بعد عقد من الزمان في المجموعة الاقتصادية الأوروبية، اختار البريطانيون أوروبا، باعتبارها الأهم بالنسبة لهم.
في مايو 2010، أظهر استطلاع للرأي أجرته شركة (YouGov)، في المملكة المتحدة أن 66% ممن شملهم الاستطلاع لديهم وجهة نظر إيجابية تجاه الولايات المتحدة، و 62% يتفقون مع التأكيد على أن أمريكا هي أهم حليف لبريطانيا.
ومع ذلك، كشف الاستطلاع أيضًا أن 85% من المواطنين البريطانيين، يعتقدون أن تأثير المملكة المتحدة ضئيل أو معدوم على السياسات الأمريكية، وأن 62% يعتقدون أن أمريكا لا تراعي المصالح البريطانية. وكذلك كشف استطلاع آخر أجرته (YouGov) في سبتمبر 2016 أن 57% ما زالوا يؤمنون بالعلاقة الخاصة، بينما 37% لا يؤمنون بذلك.
وفي استطلاع أجراه مركز بيو للأبحاث عام 2021، اختار 31% من الأمريكيين المستطلعين بريطانيا كأقرب شريك لهم في السياسة الخارجية، مما يجعلها الخيار الأكثر اختيارًا (كانت كندا في المرتبة الثانية بفارق كبير بنسبة 13٪).

### حرب العراق
بعد غزو العراق عام 2003، انتقدت شخصيات بريطانية بارزة رفض الحكومة الأمريكية الاستجابة للنصيحة البريطانية، فيما يتعلق بخطط ما بعد الحرب في العراق، وتحديداً سياسة اجتثاث حزب البعث العربي الاشتراكي لسلطة التحالف المؤقتة، والأهمية الحاسمة لمنع فراغ السلطة الذي يحدث فيه، ثم تطور التمرد. فصرح وزير الدفاع البريطاني جيف هون بعدها، أن المملكة المتحدة «فقدت الجدل» مع إدارة بوش حول إعادة بناء العراق.

### تسليم استثنائي

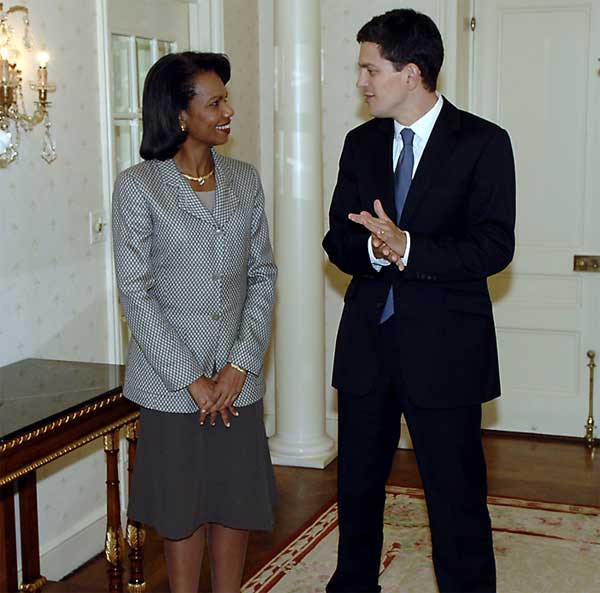
وزيرة الخارجية الأمريكية كوندوليزا رايس مع وزير الخارجية البريطاني ديفيد ميليباند، سبتمبر 2007

التأكيدات التي قدمتها الولايات المتحدة، للمملكة المتحدة، بأن رحلات «التسليم الاستثنائي» لم تهبط أبدًا على الأراضي البريطانية، تبين لاحقًا أنها خاطئة، عندما أثبتت السجلات الرسمية للولايات المتحدة أن مثل هذه الرحلات قد هبطت في دييغو غارسيا مرارًا وتكرارًا. كان هذا الكشف بمثابة إحراج لوزير الخارجية البريطاني ديفيد ميليباند، الذي قدم بعدها اعتذاره للبرلمان.

### قانون جنائي
في عام 2003، ضغطت الولايات المتحدة على المملكة المتحدة، للموافقة على معاهدة تسليم المجرمين، التي قال مؤيدوها، إنها تسمح بمتطلبات تسليم المجرمين المتساوية بين البلدين. جادل النقاد بأن المملكة المتحدة كانت ملزمة بتقديم دعوى قوية ظاهرة الوجاهة للمحاكم الأمريكية، قبل الموافقة على التسليم.
لكن التسليم من المملكة المتحدة، إلى الولايات المتحدة كان مجرد مسألة قرار إداري، دون دليل ظاهري. وقد تم تنفيذ ذلك كإجراء لمكافحة الإرهاب، في أعقاب هجمات 11 سبتمبر / أيلول 2001.
ومع ذلك، سرعان ما تم استخدامه من قبل الولايات المتحدة لتسليم ومحاكمة عدد من رجال الأعمال البارزين في لندن، مثل: (NatWest Three و Ian Norris) بتهم الاحتيال. وقد ظهرت تناقضات مع إيواء الأمريكيين لمتطوعي الجيش الجمهوري الأيرلندي المؤقت في السبعينيات إلى التسعينيات، ورفضهم المتكرر لتسليمهم إلى بريطانيا.
كما تسببت وفاة هاري دن، الذي قُتلت على يد زوجة أحد عملاء وكالة المخابرات المركزية الأمريكية في 27 أغسطس 2019، في انتقادات لمعاهدة التسليم بعد أن أعيد المدعى عليه آن ساكولاس إلى الولايات المتحدة، وطالب بالحصانة الدبلوماسية ضد التهم الموجهة إليه.